# Ghostface Killah
Dennis Coles (n. 9 mai 1970), mai cunoscut după numele de scenă Ghostface Killah, este un rapper american și membru al trupei Wu-Tang Clan. După ce formația a cunoscut succesul odată cu lansarea albumului Enter the Wu-Tang (36 Chambers), membrii acesteia și-au lansat materiale solo iar cel al lui Ghostface Killah, Ironman, din 1996  a fost și el bine primit de către critici. În paralel cu activitatea în Wu-Tang Clan, și-a continuat cariera solo lansând albume de succes ca Supreme Clientele (2000) și Fishscale (2006). Și-a luat numele de scenă după un personaj din filmul kung fu din 1979 Mystery of Chesseboxing.
Ghostface Killah este apreciat pentru vocea agresivă, flowul rapid și versurile dominate de jargoane criptice și argumente non sequitur. În 2006, MTV l-a inclus în lista celor mai buni MC ai tuturor timpurilor, în timp ce About.com l-a inclus în lista lor de "Top 50 MC ai timpurilor noastre (1987-2007)", caracterizândul ca "unul dintre cei mai creativi povestitori ai timpurilor noastre".
1. ↑  „Ghostface Killah”, Gemeinsame Normdatei, accesat în 27 aprilie 2014
2. ↑   http://pitchfork.com/reviews/albums/3636-the-pretty-toney-album-as-ghostface/, accesat în 28 decembrie 2018 Lipsește sau este vid: |title= (ajutor)
3. ↑   http://www.mtv.com/news/articles/1574693/ghostface-killah-lands-cameos-iron-man-walk-hard.jhtml, accesat în 28 decembrie 2018 Lipsește sau este vid: |title= (ajutor)